# Rhabdadenia ragonesei
Rhabdadenia ragonesei är en oleanderväxtart som beskrevs av R. E. Woodson. Rhabdadenia ragonesei ingår i släktet Rhabdadenia och familjen oleanderväxter. Inga underarter finns listade i Catalogue of Life.